# Splunk
Splunk je Ameriško podjetje s sedežem v San Franciscu. Podjetje se ukvarja z razvojem programske opreme za iskanje, spremljanje in analiziranje strojnih podatkov preko spletnega vmesnika.
Splunk> Enterprise zajema, indeksira in medsebojno povezuje podatke v realnem času. Podatki se hranijo v zbirke, ki omogočajo izdelavo grafov, poročil, obvestil, preglednih plošč in vizualizacij.
Rešitev Splunk> Enterprise omogoča vpogled v strojne podatke vsem profilom organizacije. Identificira ponavljajoče vzorce v podatkih, nudi metrike, diganosticira težave in je zato ustrezna rešitev operativne inteligence. Splunk lahko uporabimo za spremljanje aplikacij, varnosti informacijskih sistemov, skladnost s strandardi, poslovno inteligenco in spletno analitiko.
Podjetje so leta 2003 ustanovili Michael Baum, Rob Das in Erik Swan. Ime "Splunk" izhaja iz raizskovanja jam - tradicionalno angleško speleunking. Sedež podjetja je v San Franciscu v regijah pa ima različna zastopništva (EMEA, Azija). Skupaj zaposluje več kot 1700 oseb. Največje Splunk okolje dnevno indeksira več kot 400TB podatkov.

## Produkti
Osnovni produkt podjetja Splunk je platforma Splunk Enterprise (znan tudi pod imenom Splunk). Splunk lahko izvaja iskanja in statistično analizo podatkov iz realnega časa in iz preteklosti. Zajema lahko nestrukturirane in strukturirane tekstovne strojne podatke. Za iskanje in analizo se uporablja jezik SPL (Search Processing Language), ustvarjen namensko za delo s strojnimi podatki.
Leta 2011, je Splunk izdal produkt Splunk Storm, ki je nekoliko okleščena različica Splunk Enterprise, ki se nahaja v oblaku. Splunk Storm omogoča hranjenje in obdelavo podatkov brez stroškov nakupa in vzdrževanja infrastrukture.
Leta 2013 je Splunk lansiral Hunk, ki je namenjen povezavi rešitve Splunk> Enterprise s platformo Hadoop. Hunk omogoča dostop, iskanje in poročanje do podatkov v Hadoopu preko Splunkovega vmesnika.
Leta 2013 je Splunk objavil, da bo Splunk Storm postal brezplačen a omejen na 20GB podatkov. Svojo paleto oblačnih rešitev pa bo razširil s Splunk Cloud.
Leta 2015, je Splunk izdal različico Splunk Light,  ki je cenovno ugodnejša platforma za manjša IT okolja in srednje velika podjetja.
Na platformi Splunk Enterprise je izdelano 500+ aplikacij, med njimi tudi:
- Splunk Enterprise Security - Sistem za upravljanje varnostnih dogodkov in tveganj
- Splunk MINT - aplikacija za nadzor nad mobilnimi aplikacijami
- Splunk UBA - aplikacija za analizo obnašanja uporabnikov.

## Patenti
- Baum;  in sod. »Machine Data Web, United States Patent 7,937,344«. United States Patent Office. Pridobljeno 1. julija 2005.
- Baum;  in sod. »Time Series Search Engine, United States Patent 8,112,425«. United States Patent Office. Pridobljeno 28. avgusta 2006.

## Oglejte si še
- Accelops
- LogLogic
- LogRhythm
- Nagios
- NetCrunch
- RRDtool
- Sematext
- Spiceworks
- Sumo Logic
- System administrator
- Zabbix
- Zenoss